# Dilyta subclavata
Dilyta subclavata är en stekelart som beskrevs av Förster 1869. Dilyta subclavata ingår i släktet Dilyta, och familjen glattsteklar. Arten är reproducerande i Sverige.